# Шейнніс Паласіос
Шейнніс Алондра Паласіос Корнехо (ісп. Sheynnis Alondra Palacios Cornejo, нар. 30 травня 2000, Манагуа, Нікарагуа) — модель, журналістка, королева краси, переможниця конкурсу краси «Міс Всесвіт 2023». Раніше була коронована як «Міс підлітки Нікарагуа 2016», «Міс світу Нікарагуа 2020» та «Міс Нікарагуа 2023».

## Біографія
Шейнніс Паласіос народилась в Манагуа 30 травня 2000 року. Навчалась у Педагогічному інституті La Salle Managua (IPLS), де брала участь у шкільному правлінні. Пізніше вона навчалась в Центральноамериканському університеті, де здобула ступінь соціальної комунікації (журналістика). Під час навчання паралельно грала у волейбольній команді університету.
Щоб заплатити за навчання, Паласіос робила та продавала булочки бунюелос разом зі своєю матір’ю та бабусею по материнській лінії, через це ставала жертвою цькувань від однолітків.
У молодості Паласіос страждала від нападів тривоги, що згодом надихнуло її використати знання про психічне здоров'я як свою платформу для конкурсу.
До того, як стати Міс Всесвіт, Паласіос працювала моделлю, телеведучою та журналісткою в Нікарагуа, вела телевізійне шоу під назвою «Зрозумійте свій розум», у якому обговорювалися теми, пов’язані з психічним здоров’ям.
Паласіос не перебуває у стосунках, немає дітей і не одружена.

## Виступи на конкурсах краси
Перший конкурс в якому брала участь Паласіос відбувся у 2016 році, де вона виграла конкурс «Міс підлітки Нікарагуа 2016». Вона продовжила представляти свою країну на підлітковому конкурсі «Міс Всесвіт 2017», де потрапила до шістки кращих.
Після кількарічної перерви Паласіос взяла участь в конкурсі краси «Міс Світу Нікарагуа 2020», де здобула перемогу. Як переможниця конкурсу Паласіос представляла Нікарагуа на «Міс Світу 2021». Спочатку «Міс Світу 2021» планувалося провести в Сан-Хуані, Пуерто-Рико, 16 грудня 2021 року. Проте, за два дні до початку конкурсу стало відомо про кілька випадків COVID-19 серед учасниць і персоналу, що призвело до скасування та перенесення фінального шоу. Пізніше конкурс було перенесено на 16 березня 2022 року, де Паласіос потрапила до 40 кращих, а перемогу здобула Кароліна Білявська з Польщі.
5 серпня 2023 року Паласіос виграла конкурс краси «Міс Нікарагуа 2023», що дає їй можливість представляти Нікарагуа на  «Міс Всесвіт 2023».

## Міс Всесвіт 2023
Як «Міс Нікарагуа» Паласіос брала участь у конкурсі «Міс Всесвіт 2023» і виграла його 18 листопада в Сан-Сальвадорі та отримала титул від попередньої королеви Р'Бонні Габріель.
Паласіос стала першою жителькою Нікарагуа, яка отримала титул «Міс Всесвіт», і першою жінкою з цієї країни, яка виграла будь-який з міжнародних конкурсів краси Великої четвірки
У статусі Міс Всесвіт Шейнніс Паласіос відвідала Сальвадор, США, Мексику, Індонезію, Катар, Бразилію, Коста-Рику, Таїланд, Лаос, Камбоджу, Китай, Філіппіни, Індію та Албанію.

### Прийом в Нікарагуа

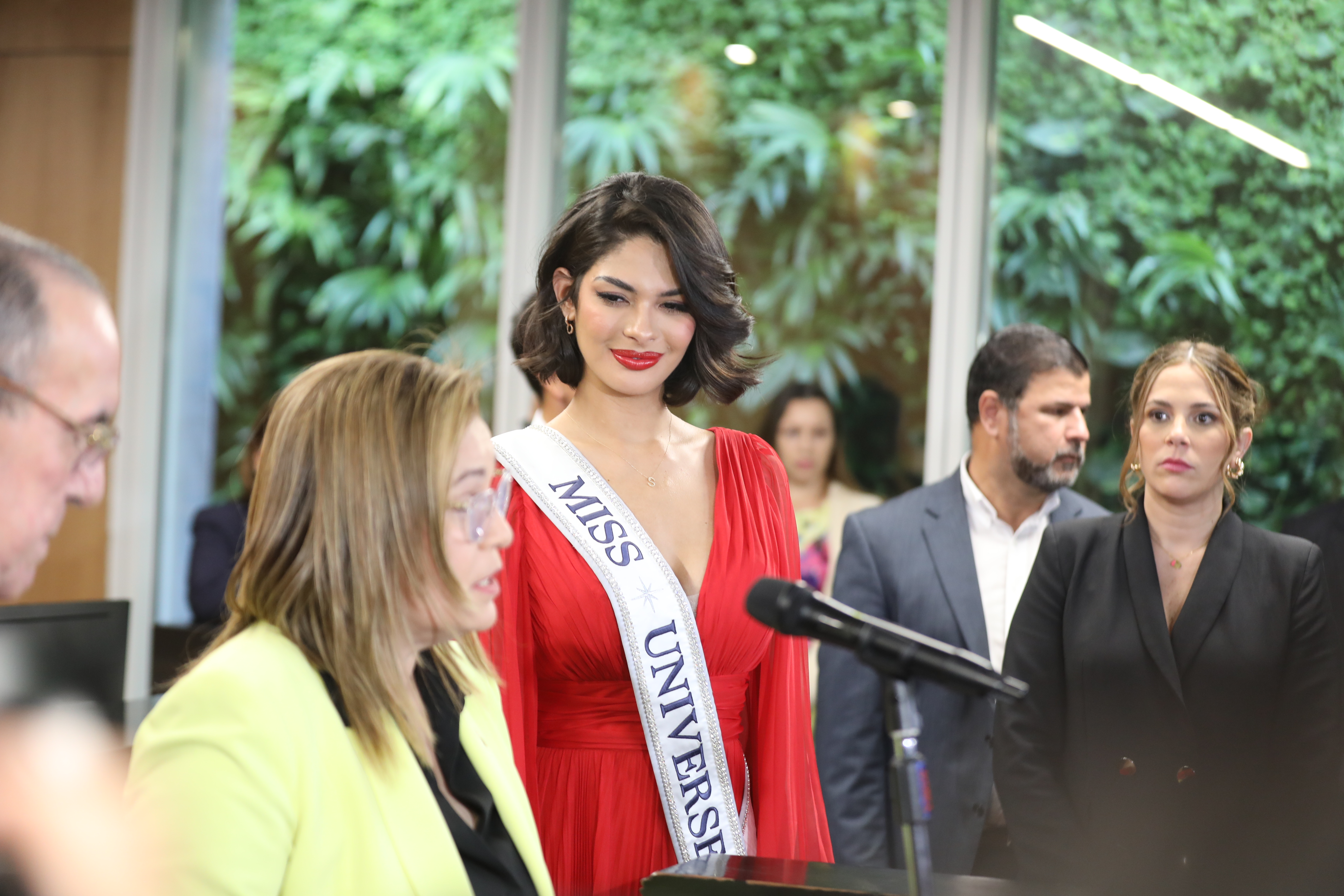
Паласіос під час свого перебування на посаді Міс Всесвіт під час візиту до Коста-Рики у 2024 році.

Тріумф Шейнніс Паласіос на конкурсі «Міс Всесвіт» викликав гордість на її батьківщині. Нікарагуанці відсвяткували цей успіх, вийшовши на вулиці з фотографіями переможниці. Президент Нікарагуа Данієль Ортега спочатку висловлював «законну радість і гордість» після перемоги Паласіос на конкурсі краси, однак згодом за його наказом почали масово видалятись фотографії моделі у соціальних мережах. 
Причиною цього стало те, що раніше фотографії Шейнніс Паласіос використовували у протестах проти Ортеги у 2018-2022 роках. Крім того, перша леді та одночасно віцепрезидентка Росаріо Мурільйо засудила дії опозиції зазначивши, що використання фотографій Паласіос «роблять незграбну та образливу спробу перетворити те, що має бути красивим в деструктивний переворот» .
Реакція влади не обмежилася лише онлайн-цензурою. Нікарагуанська поліція також звинуватила керівницю конкурсу «Міс Нікарагуа»  Карен Челебертті, у навмисній фальсифікації результатів на користь Шейнніс Паласіос, яка підтримує опозицію і нібито була у змові щодо державного перевороту. Крім того, поліція затримувала учасників демонстрації, зокрема двох молодих художників, які намалювали великий стінопис із зображенням Паласіос на стіні багатоквартирного будинку в місті Естелі. За рішенням суду обидва художники отримали п’ять років в’язниці.
У травні 2024 року Енн Джакраджутатіп, співвласниця франшизи «Міс Всесвіт», висловила підтримку Паласіос через вигнання її та її сім’ї з країни, яке назвала «безстроковим» через дії уряду Нікарагуа.